# Brian Redman
Brian Herman Thomas Redman (Colne, 9 marzo 1937) è un ex pilota automobilistico britannico.
Ha corso 12 gran premi validi per il Campionato Mondiale di Formula 1, conquistando, come miglior risultato, il terzo posto nel Gran Premio di Spagna 1968.
Ottenne grossi risultati con le vetture sport e nel Campionato del mondo sportprototipi, vincendo l'edizione del 1970 della Targa Florio, con una Porsche 908, e due volte la 12 Ore di Sebring nel 1975, su BMW Coupé, e nel 1978 su Porsche 935; ha conquistato per quattro volte la 1000 km di Spa (1968–1970, 1972). Per molti anni è stato legato alla casa britannica Chevron fondata dal suo corregionale Derek Bennett.
Attualmente partecipa regolarmente al Monterey Historic Automobile Races disputato a Laguna Seca.
Dal 2002 è inserito nella Motorsports Hall of Fame of America.

## Carriera

### Gli esordi
Redman inizia la sua carriera da pilota con una Morris Mini Traveler, una piccola Familiare con una cilindrata di 1000cc, precedentemente utilizzata per vendite porta a porta; successivamente la piccola vettura inglese verrà sostituita da una Alfa Romeo Giulia GTA.

### Formula 2
Nel 1967 fece il suo esordio in Formula 2, ingaggiato da David Bridges, che gli mise a disposizione prima una Brabham poi una Lola. Corse quattro gare, e chiuse il campionato al nono posto, ottenendo 8 punti. L'anno successivo corse solo il Gran Premio di Pau, dove colse il secondo posto, sempre impiegato da Bridges con una Lola.

### Formula 1

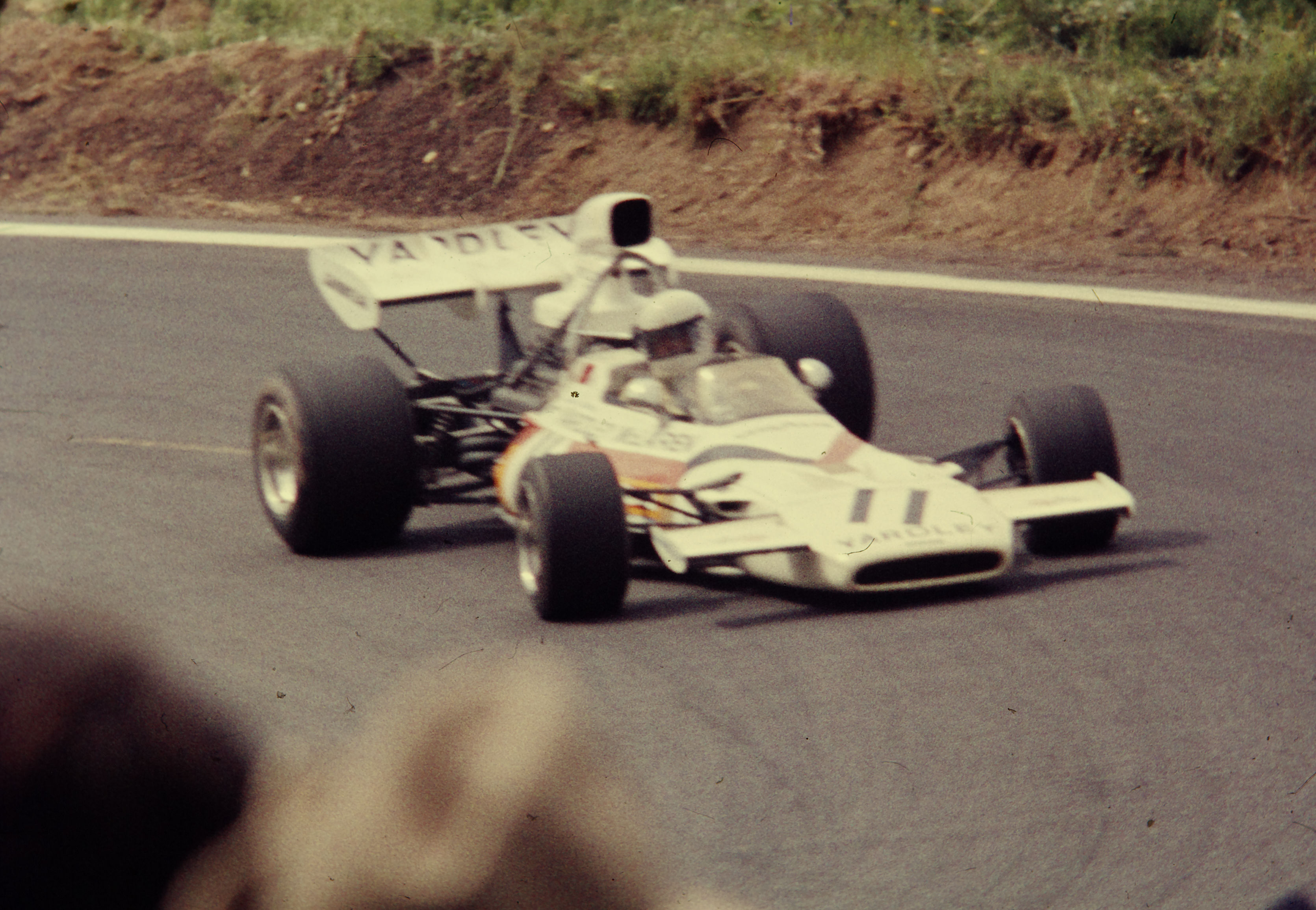
Brian Redman su McLaren al Gran Premio di Francia 1972.

La prima partecipazione nel Campionato Mondiale di Formula 1 avvenne al Gran Premio di Germania 1967, in cui venne iscritto dalla Lola, ancora con una vettura di Formula 2; tali monoposto, all'epoca, servivano per rimpinguare il novero dei partenti. Redman però non riuscì a prendere parte al gran premio in quanto la vettura venne ceduta a David Hobbs, suo compagno di scuderia. Nell'anno partecipò, sempre con vetture Lola di Formula 2 della scuderia di Bridges, all'International Gold Cup e al Gran Premio di Spagna, prove non valide per il campionato mondiale.
L'esordio iridato effettivo avvenne nella prima gara del 1968, il Gran Premio del Sudafrica, in cui fu costretto al ritiro. Il pilota britannico affrontò la stagione al volante di una Cooper. Nella gara successiva, il GP di Spagna, ottenne il suo miglior risultato nel mondiale, il terzo posto, in una gara conclusa da soli 5 piloti. In stagione corse in Belgio, dove fu vittima di un brutto incidente. Redman uscì di pista, al quinto giro, sfiorando un commissario di pista. L'auto prese fuoco, ma il pilota fu capace di salvarsi, pur con delle ustioni al viso e la rottura di un braccio. Lui e il commissario di pista vennero trasportati all'ospedale di Spa.
L'impegno di Redman nella massima formula fu sporadico, pur protraendosi per diverse stagioni. Nel 1970 venne iscritto a due gare dalla scuderia di Frank Williams, che curava le vettura della De Tomaso: al Gran Premio di Gran Bretagna (in cui non partì) e nel Gran Premio di Germania, in cui non si qualificò.
Giunse settimo nel Gran Premio del Sudafrica 1971, con la Surtees, mentre nel 1972 corse tra gare con la McLaren, cogliendo due quinti posti (a Monaco e in Germania). Sempre nel 1972 corse il GP degli USA con la British Racing Motors.
Nel 1973 corse ancora il GP degli USA con la Shadow. L'anno successivo disputò tre gare sempre per la scuderia statunitense, non ottenendo punti iridati.

### Formula 5000
Dopo alcune interessanti parentesi, disputate a bordo di una McLaren M18, nel campionato europeo di Formula 5000 del 1971 Redman approdò negli Stati Uniti d'America.
Ingaggiato da Carl Haas a partire dal 1973 che gli mette a disposizione una Lola T330 e T332 conquistando il titolo dal 1974 al 1976 a seguito di numerosi duelli con Mario Andretti.
Nel 1977, durante le prove libere del primo gran premio della stagione, che stava disputando con una Lola T-333, ebbe un grave incidente che lo costrinse a un anno di stop.

### Le gare endurance
Fin dal 1967 Redman prese parte a gare di durata in circuito e su strada; debuttò alla 24 Ore di Le Mans 1967 su una Ford GT40 gestita da J.W. Automotive Engineering senza però portare a termine la gara.
Colse il successo alla 24 Ore di Daytona del 1970 che dominò con la Porsche 917 di J.W. Automotive Engineering e successivamente nel 1981 con la Porsche 935 di Garretson Racing.
Corse nel Campionato internazionale marche con la Ferrari 312 PB che condusse al successo a Spa-Francorchamps  nel 1972 e a Monza nel 1973.
Prese parte anche alla Targa Florio 1973 in coppia con Jacky Ickx che incidentò la vettura alla prima tornata.

## Risultati

### 24 Ore di Le Mans
| Anno | Scuderia                              | Copiloti                      | Vettura                 | Classe    | Giri | Pos. | Pos. Classe |
| ---- | ------------------------------------- | ----------------------------- | ----------------------- | --------- | ---- | ---- | ----------- |
| 1967 | J.W. Automotive                       | Mike Salmon                   | Ford GT40 Mk I          | S 5.0     | 220  | Rit  | Rit         |
| 1969 | Hart Ski Racing                       | Jo Siffert                    | Porsche 908/2L          | P 3.0     | 60   | Rit  | Rit         |
| 1970 | John Wyer Automotive Engineering Ltd. | Jo Siffert                    | Porsche 917K            | S 5.0     | 156  | Rit  | Rit         |
| 1973 | SpA Ferrari SEFAC                     | Jacky Ickx                    | Ferrari 312PB           | S 3.0     | 332  | Rit  | Rit         |
| 1976 | B.M.W. Motorsport GmbH                | Peter Gregg                   | BMW 3.0CSL Turbo        | Gr 5      | 23   | Rit  | Rit         |
| 1978 | Dick Barbour Racing                   | John Paul Sr. Dick Barbour    | Porsche 935/77A         | IMSA +2.5 | 337  | 5°   | 1°          |
| 1979 | Essex Motorsport Porsche              | Jacky Ickx Jürgen Barth       | Porsche 936             | S +2.0    | 200  | Rit  | Rit         |
| 1980 | Dick Barbour                          | John Fitzpatrick Dick Barbour | Porsche 935 K3/80       | IMSA      | 318  | 5°   | 1°          |
| 1981 | Cooke-Woods Racing                    | Bobby Rahal                   | Lola T600-Porsche       | S +2.0    | -    | NQ   | NQ          |
| 1982 | Cooke Racing - Malardeau              | Ralph Kent-Cooke Jim Adams    | Lola T610-Ford Cosworth | C         | 28   | Rit  | Rit         |
| 1984 | Jaguar Group 44                       | Doc Bundy Bob Tullius         | Jaguar XJR-5            | IMSA GTP  | 291  | Rit  | Rit         |
| 1985 | Jaguar Group 44                       | Hurley Haywood Jim Adams      | Jaguar XJR-5            | GTP       | 151  | Rit  | Rit         |
| 1986 | Silk Cut Jaguar                       | Hans Heyer Hurley Haywood     | Jaguar XJR-6            | C1        | 53   | Rit  | Rit         |
| 1988 | Takefuji Schuppan Racing Team         | Eje Elgh Jean-Pierre Jarier   | Porsche 962C            | C1        | 359  | 10°  | 10°         |
| 1989 | Aston Martin Ecurie Ecosse            | Costas Los Michael Roe        | Aston Martin AMR1       | C1        | 340  | 11°  | 9°          |